# 多聞恵美
多聞 恵美（たもん めぐみ、1984年（昭和59年）3月17日 - ）は日本のモデルである。主にオートバイ関連の媒体でタレントやライターとしても活動している。以前は荘 愛美（そう めぐみ）として活動していたが、2006年10月に現在の芸名に改名した。2015年冬に第1子を出産している。

## 来歴
1984年、兵庫県に生まれる。オートバイが趣味であった父親の影響でモーターサイクルスポーツに親しみ、幼少時（3歳頃から小学校低学年頃まで）にミニモトクロスを経験する。
デビュー当初はモデルやモーターショーなどでコンパニオンなどを務めていたが、関西を視聴領域とするケーブルテレビ局 J:COMMUNITY 関西で2006年4月に放送を開始した番組、「Hometown 大阪・かわち 〜ええやん！〜」に2008年9月までレギュラー出演していた。
バイク雑誌「BikeJIN/培倶人」（エイ出版社）2007年9月号から、大阪発関西うまいもんツーリング「神戸っ子多聞のうまいもん、好っきやモン！」（現「神戸っ子タモンの関西うまいもんツーリング」）の連載をスタート。人気コラムになると共に多聞自身が同誌の表紙を飾ることも多くなった。2009年1月10日には同コラムの記事をまとめた初の文庫本「多聞恵美のめっちゃうま！！バイク紀行」（エイ文庫）が発売された。当コーナーでは、訪問地の名物料理を本人が実際に食べて紹介している。とりわけ好物なものはイクラであり、嫌いな食べ物は基本的に無いと言う。
ライターとしても活動するほか、2009大阪モーターサイクルショーではプレゼントステージの司会を務めたり、毎日放送ラジオ「柏木宏之の川と道の情報BOX」および「柏木宏之の防災お役立ち情報」（いずれも終了）にレギュラー出演したりと、活動の場を広げている。現在はオートバイ情報番組「Like a Wind」にレギュラー出演している。
最近では、オートバイウェアのファッションブランドのビジュアル広告モデルや、ヘルメットブランドKABUTOのデザインプロデュースなどの分野でも活躍している。
過去にはヤマハ・セロー225やカワサキ・エリミネーター125を所有していたが、2007年12月26日に大型二輪免許取得し、現在は、大型二輪免許取得を期に購入したドゥカティ・モンスター696とホンダXLR200を所有する。
なお、好きな有名人として横山剣、宮沢りえを、映画では岩井俊二監督のスワロウテイルを挙げている。

## 活動歴
- 2006年 J:COMMUNITY 関西「Hometown 大阪・かわち 〜ええやん！〜」出演
- 2007年 BikeJIN/培倶人（エイ出版社）「神戸っ子多聞のうまいもん、好っきやモン！」連載開始
- 2007年 MBSラジオ「柏木宏之の川と道の情報BOX」出演
- 2008年 MBSラジオ「柏木宏之の防災お役立ち情報」出演
- 2009年 サンテレビ／チバテレビ「Like a Wind」出演

## 作品
- 「多聞恵美のめっちゃうま！！バイク紀行」エイ出版社、2009年1月、ISBN 9784777912490
- 「多聞恵美のバイク×うまいもん 好っきやもん！」エイ出版社、2010年3月、ISBN 9784777915873
- 「多聞恵美のうまいもん ツーリング」エイ出版社、2010年3月、2013年4月　ISBN 978477792654-1